# Batopedina pulvinellata
Batopedina pulvinellata är en måreväxtart som beskrevs av Elmar Robbrecht. Batopedina pulvinellata ingår i släktet Batopedina och familjen måreväxter.
Artens utbredningsområde är Kongo-Kinshasa.

## Underarter
Arten delas in i följande underarter:
- B. p. glabrifolia
- B. p. pulvinellata